# مورغانا ديفيز
مورغانا ديفيز (بالإنجليزية: Morgana Davies)‏ هي ممثلة أسترالية، ولدت في 27 نوفمبر 2001 في أستراليا.

## وصلات خارجية
- مورغانا ديفيز على موقع IMDb (الإنجليزية)
- مورغانا ديفيز على موقع ألو سيني (الفرنسية)
- مورغانا ديفيز على موقع أول موفي (الإنجليزية)
- مورغانا ديفيز على موقع قاعدة بيانات الفيلم (الإنجليزية)